# Colombia en la Copa América 2001
La Selección de Colombia fue uno de los 12 equipos participantes en la Copa América 2001, torneo que se llevó a cabo entre el 11 y el 29 de julio de 2001 en Colombia, siendo la primera vez que se organizaba el evento en el país, que también se coronarían campeones de manera invicta, convirtiéndose en el primer seleccionado que gana la copa sin perder ningún partido ni recibir un gol en contra.
En el sorteo realizado el 10 de enero de 2001 en el Centro de Convenciones Corferias en Bogotá, la Selección de Colombia quedaría emparejada en el Grupo A junto con Chile, Venezuela, con quien debutó y Ecuador.

## Antecedentes
Colombia, selección que se ubica en la séptima posición de la tabla histórica del torneo, disputó su decimosexta Copa América, decimoprimera en forma consecutiva. Había logrado llegar en una ocasiones a la Final, en la Copa América 1975. Además, alcanzaría las semifinales y el tercer puesto en las ediciones de 1987, 1993 y 1995.
Colombia en ese período, estaba disputando la Clasificación para la Copa Mundial 2002, en la que más tarde ocuparía el sexto lugar, terminando con una racha de asistencia a 3 Copas del Mundo consecutivas (1990, 1994 y 1998).
En la anterior edición de la Copa América, el equipo entrenado en ese momento por Javier Álvarez llegaría a cuartos de final, para luego caer derrotado ante Chile por 3-2, pero terminando invicta en su grupo, ganando sus 3 partidos ante Argentina por 3-0, Uruguay por 1-0 y Ecuador por 2-1, terminando líder del grupo.
- Estadísticas totales de Colombia en la Copa América 2001:

|          | Pts | PJ | PG | PE | PP | GF | GC | Dif |
| -------- | --- | -- | -- | -- | -- | -- | -- | --- |
| Colombia | 18  | 6  | 6  | 0  | 0  | 11 | 0  | +11 |

## Preparación
La Selección Colombia jugó en total 17 partidos previos a la Copa América 2001, tomando como punto de partida el comienzo de la Clasificación a la Copa Mundial de 2002, en la cual terminaría en el 6° Lugar. De los juegos previos ganó nueve, empató cuatro y perdió cuatro.
En la parte final de la preparación, por decisión del entrenador Francisco Maturana, el seleccionado tricolor no jugaría ningún amistoso en las Fechas FIFA, para que sus jugadores descansaran y se prepararan para la Copa América.
Sus 3 últimos partidos previos a la Copa América, fueron de Clasificación a la Copa Mundial de 2002 frente a Bolivia, con victoria por 2-0, empataría 2-2 ante Venezuela y perdería por 3-0 ante Argentina.

### Partidos previos
|  | # | Fecha                 | Lugar         | Rival          | Resultado | Encuentro                                  |
|  | - | --------------------- | ------------- | -------------- | --------- | ------------------------------------------ |
|  | 1 | 31 de enero de 2001   | Los Ángeles   | México         | 3:2       | Amistoso                                   |
|  | 2 | 3 de febrero de 2001  | Miami         | Estados Unidos | 1:0       | Amistoso                                   |
|  | 3 | 28 de febrero de 2001 | Bogotá        | Australia      | 3:2       | Amistoso                                   |
|  | 4 | 27 de marzo de 2001   | Bogotá        | Bolivia        | 2:0       | Clasificación para la Copa Mundial de 2002 |
|  | 5 | 24 de abril de 2001   | San Cristóbal | Venezuela      | 2:2       | Clasificación para la Copa Mundial de 2002 |
|  | 6 | 3 de junio de 2001    | Buenos Aires  | Argentina      | 0:3       | Clasificación para la Copa Mundial de 2002 |

## Convocados
El 11 de julio de 2001 el técnico Francisco Maturana a través del sitio web oficial de la Federación Colombiana de Fútbol oficializó la lista definitiva que incluye a 22 futbolistas para disputar la Copa América. Al Principio solo iban a jugar 21 futbolistas, pero luego se incluyó de último momento a Mauricio Molina completando así los 22 jugadores y el portero Faryd Mondragón y el delantero Faustino Asprilla fueron convocados por lesión y el delantero Juan Pablo Ángel no fue convocado por falta de talento.
Datos correspondientes a la situación previa al inicio del torneo.
| #  | Nombre                  | Posición      | Edad | PJ Sel | Gol Sel | Club                   |
| -- | ----------------------- | ------------- | ---- | ------ | ------- | ---------------------- |
| 1  | Óscar Córdoba           | Arquero       | 31   | 47     | 0       | Boca Juniors           |
| 12 | Miguel Calero +         | Arquero       | 30   | 27     | 0       | Pachuca                |
| 2  | Iván Ramiro Córdoba     | Defensa       | 24   | 22     | 1       | Inter de Milán         |
| 3  | Mario Yepes             | Defensa       | 25   | 18     | 0       | River Plate            |
| 4  | Roberto Carlos Cortés   | Defensa       | 24   | 5      | 0       | Independiente Medellín |
| 5  | Andrés Orozco           | Defensa       | 22   | 6      | 0       | Independiente Medellín |
| 14 | Iván López              | Defensa       | 23   | 9      | 0       | Independiente Santa Fe |
| 21 | Óscar Díaz              | Defensa       | 29   | 0      | 0       | Cortuluá               |
| 16 | Jersson González        | Defensa       | 26   | 15     | 1       | América de Cali        |
| 6  | Fabián Vargas           | Mediocampista | 20   | 8      | 1       | América de Cali        |
| 8  | David Ferreira          | Mediocampista | 21   | 0      | 0       | América de Cali        |
| 24 | Giovanni Hernández      | Mediocampista | 25   | 8      | 1       | Deportivo Cali         |
| 13 | John Restrepo           | Mediocampista | 23   | 7      | 0       | Independiente Medellín |
| 17 | Juan Carlos Ramírez     | Mediocampista | 29   | 4      | 0       | Junior                 |
| 19 | Freddy Grisales         | Mediocampista | 25   | 9      | 1       | Atlético Nacional      |
| 20 | Gerardo Bedoya          | Mediocampista | 25   | 16     | 1       | Racing Club            |
| 23 | Mauricio Molina         | Mediocampista | 21   | 3      | 0       | Independiente Santa Fe |
| 7  | Elson Becerra +         | Delantero     | 23   | 5      | 0       | Junior                 |
| 10 | Víctor Hugo Aristizábal | Delantero     | 30   | 41     | 6       | Deportivo Cali         |
| 11 | Eudalio Arriaga         | Delantero     | 26   | 3      | 1       | Junior                 |
| 15 | Elkin Murillo           | Delantero     | 23   | 5      | 0       | Deportivo Cali         |
| 18 | Jairo Castillo          | Delantero     | 23   | 11     | 4       | Vélez Sarsfield        |

### Cuerpo técnico
| Cuerpo Técnico          | Cuerpo Técnico     |
| ----------------------- | ------------------ |
| Entrenador:             | Francisco Maturana |
| Asistentes:             | Alexis Mendoza     |
| Entrenador de porteros: | Pedro Zape         |
| Médico:                 | Hector Fabio Cruz  |

## Participación
- Los horarios corresponden a la hora local en Colombia (UTC-5)

### Grupo A
Colombia se concentró en la ciudad de Pereira, con el objetivo de tener un buen papel en la Copa América, ya que eran los anfitriones.   En la Clasificación mundial de la FIFA, Colombia llegó en el puesto 18, ubicándose como la tercera mejor selección de Conmebol, superado únicamente por Argentina (3) y Brasil (1).
En su primer partido en la Copa, Colombia venció a Venezuela con superioridad, dominando las ocasiones del partido y la posesión del balón. Los goles llegaron a través de Freddy Grisales y minutos después que el equipo vinotinto sufriera la expulsión de José Vallenilla, llegaría la segunda anotación de Víctor Aristizábal por medio del penalti. De esta manera, el seleccionado cafetero había comenzado de gran manera el campeonato, recibiendo elogios de la prensa en general.
En el segundo partido, contra el seleccionado de Ecuador, Colombia tuvo importantes opciones de gol en el primer tiempo, pero el arquero ecuatoriano José Ceballos estaba salvando de una goleada a su equipo, hasta que en el minuto 29 llegaría el gol de Víctor Aristizábal luego de un gran desborde por la banda de Jersson González. Con esta victoria, el equipo Cafetero quedaba a un paso de clasificar a los cuartos de final.
En el tercer partido del grupo, Colombia enfrentó a Chile en un partido apretado, pero que resolvió en el primer tiempo con un gol del delantero Víctor Aristizábal, y luego de varias ocasiones de peligro llegaría el segundo de Eudalio Arriaga en el minuto 92. El equipo se convirtió en el único equipo del torneo en avanzar con nueve puntos de nueve posibles a los cuartos de final del certamen, quedando en el primer lugar del Grupo A. Esta era la primera vez que Colombia clasificaba a cuartos de final en Copa América invicto.
| Equipo    | Pts | PJ | PG | PE | PP | GF | GC | Dif |
| --------- | --- | -- | -- | -- | -- | -- | -- | --- |
| Colombia  | 9   | 3  | 3  | 0  | 0  | 5  | 0  | 5   |
| Chile     | 6   | 3  | 2  | 0  | 1  | 5  | 3  | 2   |
| Ecuador   | 3   | 3  | 1  | 0  | 2  | 5  | 5  | 0   |
| Venezuela | 0   | 3  | 0  | 0  | 3  | 0  | 7  | -7  |

| 11 de julio de 2001, 20:45 | Colombia                              | 2:0 (1:0) | Venezuela | Estadio Metropolitano Roberto Meléndez, Barranquilla    |                                                         |
|                            | Grisales 15' · Aristizabal 59' (pen.) | Reporte   |           | Asistencia: 60.000 espectadores Árbitro(s): René Ortubé | Asistencia: 60.000 espectadores Árbitro(s): René Ortubé |

| Amonestado | 66' | Iván Ramiro Córdoba |

| 11 | DEL | Eudalio Arriaga | 46' | Jairo Castillo          | MED | 18 |
| 7  | DEL | Elson Becerra   | 78' | Victor Hugo Aristizábal | DEL | 9  |
| 8  | MED | David Ferreira  | 78' | John Restrepo           | DEL | 13 |

| Tiros:             | 19 |
| Tiros al arco:     | 11 |
| Faltas:            | 6  |
| Saques de esquina: | 7  |
| Fueras de juego:   | 3  |

| Alineación: - Óscar Córdoba - Jersson González - Iván Ramiro Córdoba - Mario Yépes - Roberto Carlos Cortés - John Restrepo - Freddy Grisales - Gerardo Bedoya - Giovanni Hernández - Jairo Castillo - Victor Aristizábal - DT: Francisco Maturana |  | Selección Colombia O.CÓRDOBA CORTÉS I.CÓRDOBA BEDOYA YÉPES GONZÁLEZ CASTILLO ARISTIZÁBAL RESTREPO GRISALES HERNÁNDEZ |
| Selección Colombia O.CÓRDOBA CORTÉS I.CÓRDOBA BEDOYA YÉPES GONZÁLEZ CASTILLO ARISTIZÁBAL RESTREPO GRISALES HERNÁNDEZ |  | |

| 14 de julio de 2001, 18:30 | Colombia        | 1:0 (1:0) | Ecuador | Estadio Metropolitano Roberto Meléndez, Barranquilla      |                                                           |
|                            | Aristizabal 29' | Reporte   |         | Asistencia: 59.113 espectadores Árbitro(s): Ubaldo Aquino | Asistencia: 59.113 espectadores Árbitro(s): Ubaldo Aquino |

| Amonestado | 49' | Victor Hugo Aristizábal |
| Amonestado | 80' | Eudalio Arriaga         |

| 11 | DEL | Eudalio Arriaga | 68' | Victor Hugo Aristizábal | DEL | 9  |
| 23 | MED | Mauricio Molina | 74' | Giovanni Hernández      | MED | 10 |

| Tiros:             | 12 |
| Tiros al arco:     | 6  |
| Faltas:            | 8  |
| Saques de esquina: | 5  |
| Fueras de juego:   | 3  |

| Alineación: - Óscar Córdoba - Jersson González - Iván Ramiro Córdoba - Mario Yépes - Gerardo Bedoya - John Restrepo - Freddy Grisales - Juan Carlos Ramírez - Giovanni Hernández - Elkin Murillo - Victor Aristizábal - DT: Francisco Maturana |  | Selección Colombia O.CÓRDOBA RAMÍREZ I.CÓRDOBA GONZÁLEZ YÉPES RESTREPO HERNÁNDEZ MURILLO GRISALES ARISTIZÁBAL BEDOYA |
| Selección Colombia O.CÓRDOBA RAMÍREZ I.CÓRDOBA GONZÁLEZ YÉPES RESTREPO HERNÁNDEZ MURILLO GRISALES ARISTIZÁBAL BEDOYA |  | |

| 17 de julio de 2001, 20:45 | Colombia                             | 2:0 (1:0) | Chile | Estadio Metropolitano Roberto Meléndez, Barranquilla        |                                                             |
|                            | Aristizábal 10' (pen.) · Arriaga 92' | Reporte   |       | Asistencia: 58.000 espectadores Árbitro(s): Jorge Larrionda | Asistencia: 58.000 espectadores Árbitro(s): Jorge Larrionda |

| Amonestado | 26' | Fabián Vargas       |
| Amonestado | 74' | Eudalio Arriaga     |
| Amonestado | 91' | Iván Ramiro Córdoba |

| 7  | DEL           | Elson Becerra   | 46' | Victor Hugo Aristizábal | DEL | 9  |
| 11 | width=5%\|DEL | Eudalio Arriaga | 67' | Giovanni Hernández      | MED | 10 |
| 23 | MED           | Mauricio Molina | 73' | Fabián Vargas           | MED | 6  |

| Tiros:             | 13 |
| Tiros al arco:     | 6  |
| Faltas:            | 12 |
| Saques de esquina: | 5  |
| Fueras de juego:   | 2  |

| Alineación: - Miguel Calero - Iván López - Iván Ramiro Córdoba - Mario Yépes - Gerardo Bedoya - Fabián Vargas - Freddy Grisales - Juan Carlos Ramírez - Giovanni Hernández - Elkin Murillo - Victor Aristizábal - DT: Francisco Maturana |  | Selección Colombia CALERO RAMÍREZ I.CÓRDOBA LÓPEZ YÉPES VARGAS HERNÁNDEZ MURILLO GRISALES ARISTIZÁBAL BEDOYA |
| Selección Colombia CALERO RAMÍREZ I.CÓRDOBA LÓPEZ YÉPES VARGAS HERNÁNDEZ MURILLO GRISALES ARISTIZÁBAL BEDOYA |  | |

### Cuartos de final
Tras la última jornada de la fase de grupos, la selección de Perú fue rival de Colombia en los cuartos de final del certamen. El equipo dirigido por el peruano Julio César Uribe clasificó de tercero en el Grupo B, pero clasificaría siendo el mejor tercero del torneo, sumando cuatro puntos en el luego de un empate (3-3 contra Paraguay), una derrota (0-2 contra Brasil) y una victoria (1-0 sobre México).
| 23 de julio de 2001, 17:30 | Colombia                            | 3:0 (0:0) | Perú | Estadio Centenario, Armenia                                 |                                                             |
|                            | Aristizábal 50' 69' · Hernández 65' | Reporte   |      | Asistencia: 35.000 espectadores Árbitro(s): Gilberto Alcalá | Asistencia: 35.000 espectadores Árbitro(s): Gilberto Alcalá |

| Amonestado | 75' | Mario Yépes |

| 4  | DEL | Roberto Carlos Cortés | 46' | Gerardo Bedoya      | DEL | 20 |
| 23 | DEL | Mauricio Molina       | 74' | Giovanni Hernández  | MED | 10 |
| 21 | DEL | Óscar Díaz            | 83' | Juan Carlos Ramírez | MED | 17 |

| Tiros:             | 12 |
| Tiros al arco:     | 5  |
| Faltas:            | 10 |
| Saques de esquina: | 7  |
| Fueras de juego:   | 2  |

| Alineación: - Óscar Córdoba - Jersson González - Mario Yépes - Andrés Orozco - Gerardo Bedoya - Fabián Vargas - Juan Carlos Ramírez - Freddy Grisales - David Ferreira - Giovanni Hernández - Victor Aristizábal - DT: Francisco Maturana |  | Selección Colombia O.CÓRDOBA BEDOYA OROZCO RAMÍREZ YÉPES GONZÁLEZ HERNÁNDEZ ARISTIZÁBAL VARGAS FERREIRA GRISALES |
| Selección Colombia O.CÓRDOBA BEDOYA OROZCO RAMÍREZ YÉPES GONZÁLEZ HERNÁNDEZ ARISTIZÁBAL VARGAS FERREIRA GRISALES |  | |

### Semifinal
Tras los cuartos de final en donde Colombia vencería a Perú por 3-0, el rival del seleccionado tricolor en las semifinales del torneo sería Honduras. El equipo dirigido por el hondureño Ramón Maradiaga clasificaría a semifinales luego de dar la sorpresa derrotando en cuartos a la poderosa Selección brasileña por 2-0. En los 90 minutos, el equipo colombiano superó a los centroamericanos por 2-0 y consiguió el pase a la Final.
| 26 de julio de 2001, 19:45 | Colombia                    | 2:0 (1:0) | Honduras | Estadio Palogrande, Manizales                             |                                                           |
|                            | Bedoya 6' · Aristizábal 63' | Reporte   |          | Asistencia: 42.000 espectadores Árbitro(s): Mario Sánchez | Asistencia: 42.000 espectadores Árbitro(s): Mario Sánchez |

| Amonestado | 29' | Juan Carlos Ramírez |

| 11 | DEL | Eudalio Arriaga | 72' | Victor Hugo Aristizábal | DEL | 9  |
| 13 | DEL | John Restrepo   | 90' | Elkin Murillo           | MED | 15 |

| Tiros:             | 14 |
| Tiros al arco:     | 6  |
| Faltas:            | 5  |
| Saques de esquina: | 8  |
| Fueras de juego:   | 2  |

| Alineación: - Óscar Córdoba - Iván López - Iván Ramiro Córdoba - Mario Yépes - Gerardo Bedoya - Fabián Vargas - Juan Carlos Ramírez - Freddy Grisales - Giovanni Hernández - Elkin Murillo - Victor Aristizábal - DT: Francisco Maturana |  | Selección Colombia O.CÓRDOBA RAMÍREZ I.CÓRDOBA LÓPEZ YÉPES VARGAS HERNÁNDEZ MURILLO GRISALES ARISTIZÁBAL BEDOYA |
| Selección Colombia O.CÓRDOBA RAMÍREZ I.CÓRDOBA LÓPEZ YÉPES VARGAS HERNÁNDEZ MURILLO GRISALES ARISTIZÁBAL BEDOYA |  | |

### Final
Después de vencer en semifinales a Honduras por 2-0, Colombia avanzaría a la Final para enfrentarse al Seleccionado mexicano dirigido por el mexicano Javier Aguirre, que en semifinales venía de eliminar a Uruguay por 2-1 y se metía por segunda vez en su historia a una final de Copa América. En el partido, Colombia se consagraría campeón luego de vencer en los 90 minutos a México por 1-0 con el solitario gol de cabeza de Iván Ramiro Córdoba, luego de una gran asistencia de Iván López.
| 29 de julio de 2001, 16:30 | Colombia    | 1:0 (0:0) | México | Estadio Nemesio Camacho El Campín, Bogotá                 |                                                           |
|                            | Córdoba 65' | Reporte   |        | Asistencia: 48 600 espectadores Árbitro(s): Ubaldo Aquino | Asistencia: 48 600 espectadores Árbitro(s): Ubaldo Aquino |

| Amonestado | 20' | Gerardo Bedoya  |
| Amonestado | 28' | Fabián Vargas   |
| Amonestado | 93' | Mauricio Molina |

| 18 | DEL | Jairo Castillo  | 31' | Victor Hugo Aristizábal | DEL | 9  |
| 23 | DEL | Mauricio Molina | 87' | Giovanni Hernández      | MED | 10 |

| Tiros:             | 15 |
| Tiros al arco:     | 7  |
| Faltas:            | 8  |
| Saques de esquina: | 5  |
| Fueras de juego:   | 3  |

| Alineación: - Óscar Córdoba - Iván López - Iván Ramiro Córdoba - Mario Yépes - Gerardo Bedoya - Fabián Vargas - Juan Carlos Ramírez - Freddy Grisales - Giovanni Hernández - Elkin Murillo - Victor Aristizábal - DT: Francisco Maturana |  | Selección Colombia O.CÓRDOBA RAMÍREZ I.CÓRDOBA LÓPEZ YÉPES VARGAS HERNÁNDEZ MURILLO GRISALES ARISTIZÁBAL BEDOYA |
| Selección Colombia O.CÓRDOBA RAMÍREZ I.CÓRDOBA LÓPEZ YÉPES VARGAS HERNÁNDEZ MURILLO GRISALES ARISTIZÁBAL BEDOYA |  | |

| Bandera de Colombia |
| Campeón Colombia    |
| Primer título       |

## Estadísticas

### Goleadores y asistentes
En la siguiente tabla se consignan los goleadores y asistentes de Colombia durante la competición:
| Jugador                 | Goles anotados | Asis. | PJ |
| ----------------------- | -------------- | ----- | -- |
| Victor Hugo Aristizábal | 6              | 0     | 6  |
| Freddy Grisales         | 1              | 2     | 6  |
| Giovanni Hernández      | 1              | 1     | 6  |
| Eudalio Arriaga         | 1              | 0     | 3  |
| Gerardo Bedoya          | 1              | 0     | 4  |
| Iván Ramiro Córdoba     | 1              | 0     | 5  |
| Miguel Calero           | 0              | 1     | 1  |
| Elkin Murillo           | 0              | 1     | 2  |
| Roberto Carlos Cortés   | 0              | 1     | 2  |
| Iván López              | 0              | 1     | 3  |
| Juan Carlos Ramírez     | 0              | 1     | 6  |

## Uniforme
Colombia en esta Copa América usó el uniforme Reebok, conforme al convenio firmado entre la Federación Colombiana de Fútbol y la multinacional inglesa en 1998 para vestir a la selección por cuatro años.
El uniforme titular mantiene el clásico tricolor de la Bandera de Colombia. El cuello es azul, las mangas tienen bordes de azul y rojo, la pantaloneta es azul y las medias son rojas. La camiseta alternativa es azul oscuro con rayas amarillas, pantaloneta y medias blancas, aunque no fue usada durante el torneo debido a la condición de local de Colombia.

## Celebración
Después de consagrarse campeón de la Copa, En Colombia, el presidente Andrés Pastrana declaró Día Festivo Nacional por el título conseguido, además recibió una réplica del trofeo de la Copa América y una medalla de campeón, el mismo Pastrana declararía posteriormente que esa era "La Copa de la Paz", para homenajear las negociaciones de paz que se realizaban en el país. 
En todas las ciudades de Colombia había júbilo y celebración por el título, las calles fueron cerradas para que la gente pudiera celebrar emotivamente. El Presidente de la Conmebol en ese momento, Nicolás Leoz, destacó el comportamiento de los aficionados en todo el país, ya que no hubo problemas graves en los días en que se celebró el certamen, también condecoraría al presidente de la Federación Colombiana de Fútbol Álvaro Fina por la gran organización y el destacado torneo que se realizó en Colombia, además de los recursos que se invirtieron en los estadios de fútbol.   
| Predecesor: Paraguay 1999 | Colombia en la Copa América Colombia 2001 | Sucesor: Perú 2004 |

- Datos: Q16685549